# Knife River (Montana)
Knife River es un lugar designado por el censo ubicado en el condado de Richland en el estado estadounidense de Montana. En el Censo de 2010 tenía una población de 320 habitantes y una densidad poblacional de 36,89 personas por km².

## Geografía
Knife River se encuentra ubicado en las coordenadas 47°27′15″N 104°20′58″O / 47.45417, -104.34944. Según la Oficina del Censo de los Estados Unidos, Knife River tiene una superficie total de 8.67 km², de la cual 8.67 km² corresponden a tierra firme y (0%) 0 km² es agua.

## Demografía
Según el censo de 2010, había 320 personas residiendo en Knife River. La densidad de población era de 36,89 hab./km². De los 320 habitantes, Knife River estaba compuesto por el 89.69% blancos, el 0% eran afroamericanos, el 5% eran amerindios, el 0.63% eran asiáticos, el 0% eran isleños del Pacífico, el 0% eran de otras razas y el 4.69% pertenecían a dos o más razas. Del total de la población el 0% eran hispanos o latinos de cualquier raza.